# Javier Verdejo Lucas
Francisco Javier Verdejo Lucas (1957 – 14 de agosto de 1976) fue un estudiante granadino de Biología de la Universidad de Granada y militante de la Joven Guardia Roja de España (JGRE), organización juvenil del entonces incipiente Partido del Trabajo de España (PTE), de ideología maoísta. Era hijo de Guillermo Verdejo Vivas, alcalde de Almería durante la dictadura franquista, y procedía de una familia conservadora, conocida y respetada en la ciudad. Su persona se hizo célebre por las circunstancias de su muerte, cuando a los 19 años fue asesinado a tiros por un agente de la Guardia Civil mientras huía del lugar donde había sido descubierto pintando un lema político en un muro.

## Muerte
La muerte le sorprendió en una caseta de baño de la calle de San Miguel del Zapillo, escenario de uno de los episodios más oscuros de la transición en la provincia, donde en un muro dejó impreso en rojo parte de un mensaje inacabado: Pan, T... (Trabajo y Libertad) antes de caer abatido por el disparo de un guardia civil. Fue la madrugada del 13 al 14 de agosto de 1976. Tenía 19 años cuando la bala de un subfusil Z-62 le destrozó la garganta.
Los compañeros de Javier, que estaban vigilando, le avisaron de la presencia de la Guardia Civil, y los jóvenes salieron corriendo en distintas direcciones. Javier huyó en dirección a la playa, pero allí fue abatido a tiros.

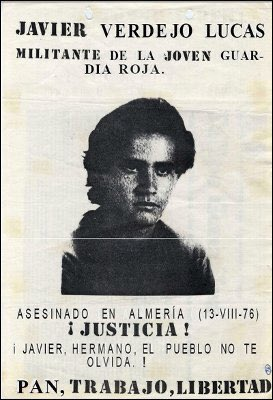
Cartel político publicado tras su asesinato

Tras el asesinato de Javier, nadie de su familia denunció, por lo que las diligencias se cerraron con una controvertida versión oficial que eximía de toda responsabilidad a la Guardia Civil.
Según este informe todo fue un desgraciado accidente, un simple tropezón. Un agente descubrió al joven pintando con spray un lema político, y él, junto a sus acompañantes, salieron corriendo. La versión oficial sostiene que el agente dio el alto, pero no pararon. Entonces el guardia «Tropezó y su arma, un Z-62, se le disparó causando la muerte de uno de los que huían».

### Funeral
Fue enterrado por sus familiares en la iglesia de San Pedro a modo corpore insepulto, y la Asociación Democrática de la Juventud realizó un funeral en Madrid.

## Represión del gobernador civil
El que entonces era gobernador civil de Almería, Roberto García-Calvo, posteriormente juez exponente de la corriente más conservadora del Tribunal Constitucional, fue duramente criticado por la gestión del asunto. 
Las autoridades estaban nerviosas ante los actos de protesta de los movimientos de izquierda y antifranquistas, y García-Calvo se encargó de contener las expresiones de rechazo a la versión oficial, incluso poniéndose en contacto con los dirigentes de la izquierda andaluza "Advirtiéndoles del riesgo que supondría acusar a un guardia civil sin pruebas".

## Reconocimientos
En el entierro de Javier Verdejo miles de jóvenes se concentraron en la Plaza de San Pedro exigiendo justicia por el asesinato del joven. Hubo varias muestras de dolor, como las coplas de Rafael Alberti, tituladas Coplas a la muerte de Javier Verdejo, y una exposición de acuarelas y un poema por parte del acuarelista Jorge Castillo Casalderrey. El cantaor almeriense José Sorroche le dedicó una canción, y el grupo de sevillanas Gente del Pueblo hizo lo propio con el tema «Pan, Trabajo y Libertad» (1977). En Granada, Juan de Loxa escribió los versos: Pan y Trabajo, siempre se escapa el tiro pa los de abajo, que mala pata no les saliera el tiro por la culata.
Desde 1990 la Facultad de Ciencias de la Universidad de Granada, donde Javier estudiaba Biología, celebra en coincidencia con la festividad de su patrón San Alberto Magno, un concurso de fotografía sobre Naturaleza y Medio Ambiente en su honor, bajo la denominación de Concurso de Fotografía Javier Verdejo.

### Homenajes

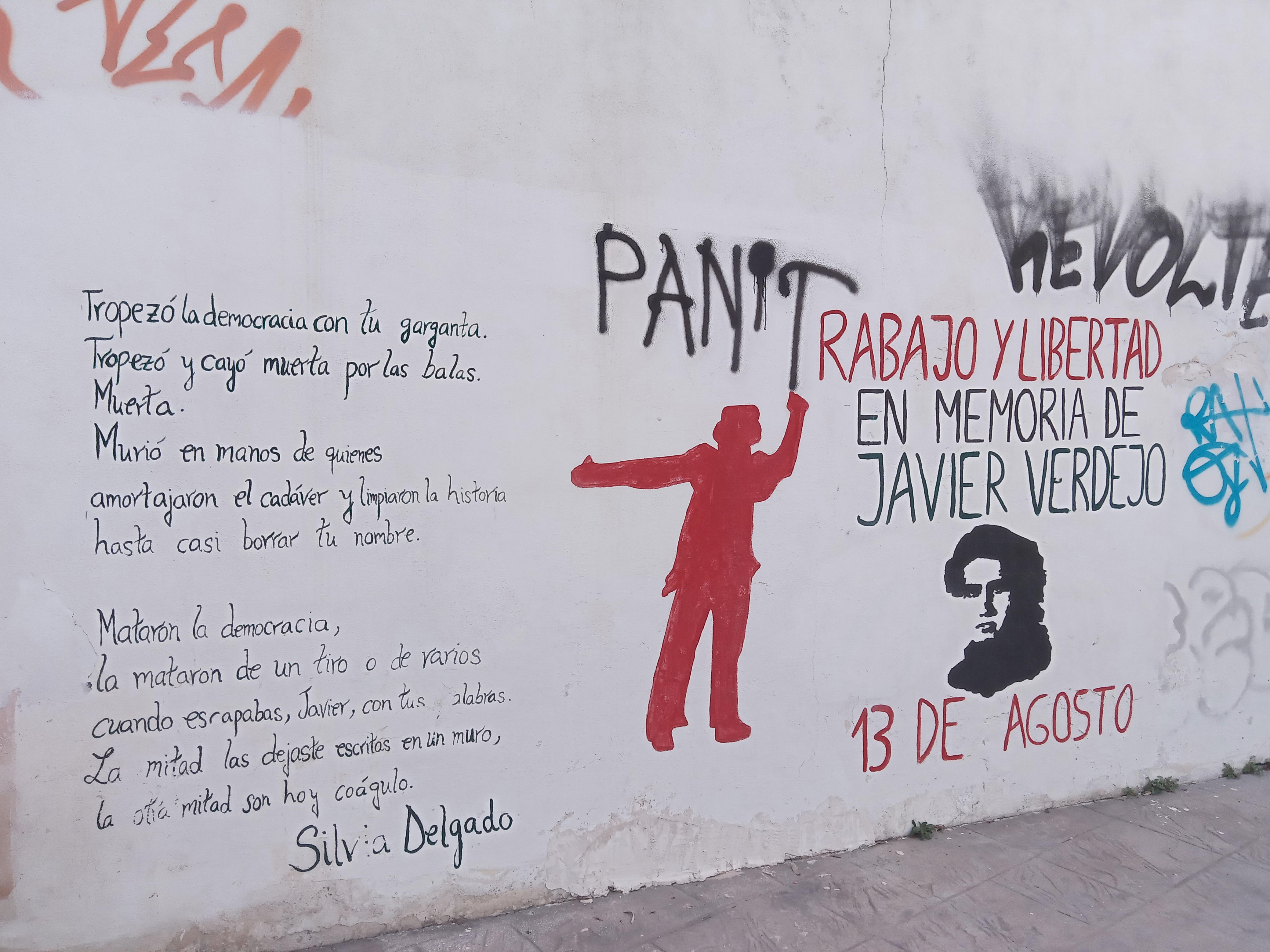
Mural en honor a Javier Verdejo

El 13 de agosto de 2013 se realizó un homenaje en Almería por el 37.º aniversario de su asesinato, donde participó el grupo de sevillanas de Morón de la Frontera Gente del Pueblo y Juanjo Anaya.
El 17 de octubre de 2016 se le realizó un homenaje en el Salón de Grados de la Facultad de Ciencias de la Universidad de Granada por el 40.º aniversario de su asesinato. El 15 de diciembre de ese mismo año se realizó otro homenaje en la Corrala de Santiago.
El 13 de agosto de 2017 se realizó un homenaje en la plaza Miguel Naveros, en Almería, por el 41.er aniversario de su asesinato, donde actuará el Niño de las Cuevas, Ana Mar y Lumaga.